# Manuel García Nieto
Manuel García Nieto, (Macotera, Salamanca, 5 d'abril de 1894 - Comillas, Cantàbria), 13 d'abril de 1974), conegut com a Padre Nieto, fou un sacerdot jesuïta. Professor a la Universidad de Comillas, fou popular entre la població. Ha estat proclamat servent de Déu i se n'ha incoat el procés de beatificació per l'Església catòlica.

## Biografia
Nascut a un poblet de Salamanca, Macotera, fou fill de Juan García Blázquez i María Antonia Nieto Sánchez. Ingressà a catorze anys al Seminario Conciliar de Salamanca i fou consagrat sacerdot el 16 de maig de 1920. Fou rector durant sis anys a Cantalapiedra i Santa María de Sando, i ingressà a la Companyia de Jesús el 30 de juliol de 1926.
Fou destinat a la Universitat Pontifícia de Comillas, on fou director espiritual dels seminaristes. Durant la Guerra civil espanyola vivia a Santander i arriscà la seva vida per ajudar-ne la població: malalts, religiosos i necessitats en general, la qual cosa el va fer popular. Molt devot de l'Eucaristia i el Santíssim Sagrament, lliurava el seu temps lliure a la pregària, vora el sagrari de l'església, i la caritat, i fou anomenat Padre de los pobres. Destacà també per l'austeritat de la seva vida, en la que feia freqüents penitències. Durant els últims anys de la seva vida, considerat antiquat, se'l marginà i deixà de fer retirs i exercicis espirituals amb els seminaristes joves 
Va morir en llaor de santedat el 13 d'abril de 1974, Divendres Sant, amb 80 anys.

## Procés de beatificació
Fou sebollit a Comillas, però en 1985 les seves restes foren portades a l'església del Milagro de San José de Salamanca, dels jesuïtes. Aquest orde va incoar-ne el procés de canonització. En la seva primera frase, ha estat proclamat servent de Déu.